# Murat Günel
 (janvier 2018).
Murat Günel (né en 1967), est un scientifique et neurochirurgien turc. Il est actuellement[Quand ?] directeur du département des maladies vasculaires et de la neurochirurgie et directeur du département de la neuro-génétique au sein de la Faculté de Médecine de l'Université Yale, aux États-Unis. Il est également le directeur de l'Association Médicale Turco-Américaine.
Diplômé de lycée Kadiköy à Istanbul en 1984, il a effectué ses études de médecine à l'Université de médecine d'Istanbul, et y a obtenu son diplôme de docteur en médecine en 1991.

## Récompenses
- En 2009 : "Prix Kristal Martı"
- En 2010 : "Le 10 plus grands inventeurs de l'année 2010" -Revue Science 2010[1].